# Oxynotus bruniensis
El cerdo marino espinoso (Oxynotus bruniensis) es una especie poco conocida de escualiforme de la familia Oxynotidae, que habita en las aguas templadas de Australia y Nueva Zelanda. Con una longitud máxima de 75 cm, este tiburón de color marrón a gris tiene un cuerpo muy ancho con una prominente «joroba» y piel extremadamente áspera. Se caracteriza además por sus dos enormes aletas dorsales, que se encuentran relativamente cerca una de la otra.
Se le encuentra cerca del fondo por encima de plataformas continentales e insulares y taludes. Se cree que es un depredador de lentos movimientos que caza pequeños organismos bénticos. Su reproducción es ovovivípara, y las hembras dan a luz a puestas de alrededor de siete alevinos. Esta especie es con poca frecuencia una captura accesoria en la pesca de arrastre, aunque todavía hay información insuficiente para que la Unión Internacional para la Conservación de la Naturaleza (UICN) le otorgue un estado de conservación definido.